# برج ميناء هاكاتا

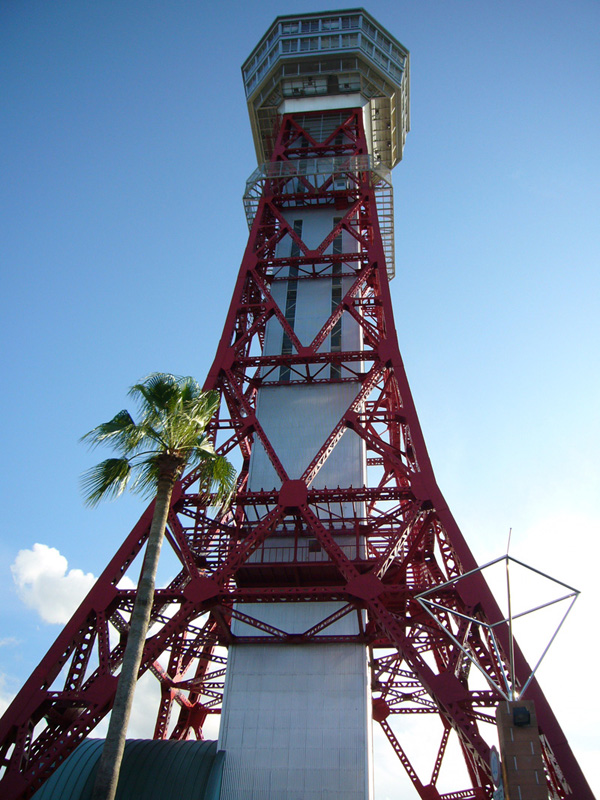
برج ميناء هاكاتا.

برج ميناء هاكاتا (باليابانية: 博多ポートタワー) هو برج يبلغ طوله 103 متر، مع منصة مراقبة في ارتفاع 73.5 متر، يقع البرج في هاكاتا كو فوكوكا في اليابان، بني برج ميناء هاكاتا في عام 1964.

## وصلات خارجية
- Hakata Port Tower نسخة محفوظة 3 مارس 2016 على موقع واي باك مشين.